# Glenea kusamai
Glenea kusamai là một loài bọ cánh cứng trong họ Cerambycidae.